# Liste der Bürgermeister von Pöring
Dies ist die Liste der Ortsvorsteher und Bürgermeister der historischen Gemeinde Pöring. Seit der Gebietsreform 1978 ist Pöring Ortsteil der Gemeinde Zorneding, es gibt somit keinen eigenen Pöringer Bürgermeister mehr.
Mit der Neufassung der Gemeindeordnung von 1869 in Bayern wurde das Amt des Ortsvorstehers in die heutige Bezeichnung „Bürgermeister“ umbenannt.
Der ungewöhnlich häufig vorkommende Vorname „Georg“ ist auf den Patron der Pöringer Kirche St. Georg zurückzuführen.
| Ortsvorsteher / Bürgermeister                   | Partei | Amtszeit              | Beruf                    | Anmerkungen |
| ----------------------------------------------- | ------ | --------------------- | ------------------------ | --- |
| Millner                                         |        | um 1816               |                          | |
| Mathias Binder (* 1784, † 1849)                 |        | um 1820–1830          | Gütler                   | |
| Georg Dondl (* 1808, † 1868)                    |        | um 1856               | Landwirt                 | |
| Andreas Fromböck (* 1819 in Gelting, † um 1894) |        | bis 1862              | Landwirt                 | |
| Corbinian Englmann (* 1828, † 1881)             |        | um 1862–1868          | Landwirt                 | |
| Georg Dondl (* 1838, † 1885)                    |        | um 1873–1881          | Landwirt                 | Erster Bürgermeister Pörings; sein Vater war bereits Ortsvorsteher.                                                       |
| Franz Perl (* 1832, † 1908)                     |        | 1882–31.12.1887       | Landwirt                 | |
| Plazidus Mayr (* 23.01.1858, † 07.03.1933)      |        | 01.01.1888–31.12.1929 | Gütler                   | 42 Jahre lang im Amt; seit 1928 Ehrenbürger.                                                                              |
| Georg Amarell (* 1877, † 1952)                  | NSDAP  | 01.01.1930–10.06.1945 | Maurer                   | |
| Georg Huber (* 1900, † 1984)                    |        | 11.06.1945–30.04.1952 | Mechaniker, Installateur | 1945 zunächst kommissarisch eingesetzt, 1946 durch Wahl bestätigt. Nach ihm ist die Georg-Huber-Straße in Pöring benannt. |
| Georg Münch (* 18.09.1898, † 16.04.1969)        |        | 01.05.1952–30.06.1958 | Bundesbahnbeamter        | Ehrenbürger; nach ihm ist die Georg-Münch-Straße benannt.                                                                 |
| Georg Wimmer (* 1922, † 1997)                   |        | 01.07.1958–30.04.1978 | Verwaltungsangestellter  | Letzter Bürgermeister Pörings; nach ihm ist der Georg-Wimmer-Ring benannt.                                                |